# Mother's Milk
Mother's Milk je čtvrté studiové album kalifornské skupiny Red Hot Chili Peppers. Bylo vydáno v srpnu 1989 a prodalo se ho přes 2 miliony kusů.
Album vyšlo rok po smrti bývalého kytaristy Hillela Slovaka, který se předávkoval heroinem. Ze skupiny kvůli tomu odešel bubeník Jack Irons. Na tomto albu je poprvé nahradil na kytaru John Frusciante a na bubny Chad Smith.

## Seznam písní
Všechny skladby napsali Flea, Anthony Kiedis, John Frusciante a Chad Smith, pokud není uvedeno jinak.
| Pořadí | Název                          | Autor                                   | Délka |
| ------ | ------------------------------ | --------------------------------------- | ----- |
| 1.     | Good Time Boys                 |                                         | 5:02  |
| 2.     | Higher Ground                  | Stevie Wonder                           | 3:23  |
| 3.     | Subway to Venus                |                                         | 4:25  |
| 4.     | Magic Johnson                  |                                         | 2:57  |
| 5.     | Nobody Weird Like Me           |                                         | 3:50  |
| 6.     | Knock Me Down                  |                                         | 3:45  |
| 7.     | Taste the Pain                 | D. H. Peligro, Flea, Frusciante, Kiedis | 4:32  |
| 8.     | Stone Cold Bush                | Peligro, Flea, Frusciante, Kiedis       | 3:06  |
| 9.     | Fire                           | Jimi Hendrix                            | 2:03  |
| 10.    | Pretty Little Ditty            | Frusciante, Flea, Smith                 | 3:07  |
| 11.    | Punk Rock Classic              |                                         | 1:47  |
| 12.    | Sexy Mexican Maid              | Peligro, Flea, Frusciante, Kiedis       | 3:23  |
| 13.    | Johnny, Kick a Hole in the Sky |                                         | 5:12  |

bonusové písně na remasterované verzi z roku 2003
- 14. „Song That Made Us What We Are Today (demo)“ (Flea/Frusciante/Kiedis/Smith) – 12:56
- 15. „Knock Me Down“ (original long version) (Flea/Frusciante/Kiedis/Smith) – 4:44
- 16. „Sexy Mexican Maid“ (original long version) (Flea/Frusciante/Kiedis/Smith) – 3:59
- 17. „Salute to Kareem“ (demo) (Flea/Frusciante/Kiedis/Smith) – 3:24
- 18. „Castles Made of Sand“ (live) (Hendrix) – 3:19
- 19. „Crosstown Traffic“ (live) (Hendrix) – 2:53